# Yumeiro pâtissière
Yumeiro pâtissière (夢色パティシエール, Yumeiro patishiēru, littéralement « la pâtissière aux rêves colorés ») est un shōjo manga écrit et dessiné par Natsumi Matsumoto. Il est publié depuis octobre 2008 dans le magazine Ribon et s'est terminé en septembre 2013 au bout de 12 volumes reliés. La série a été adaptée en anime par le Studio Pierrot et le Studio Hibari en 50 épisodes le 4 octobre 2009, une deuxième saison de 13 épisodes a été diffusé sous le nom de « Yumeiro Pâtissière Professional » l'année suivante mais ne correspond pas au manga.
En 2011, le manga est récompensé par le prix Shōgakukan dans la catégorie enfant.

## Synopsis
Ichigo Amano est une jeune collégienne assez maladroite, qui a grandi dans l'ombre de sa petite sœur, très douée pour le piano. Sa vie se trouve chamboulée le jour où elle fait la rencontre de Henri-sensei, un pâtissier de renom. Ce dernier, qui a découvert qu'Ichigo possédait un sens du goût d'une finesse extrêmement rare, la recommande à l'Académie Sainte-Marie. Dans cette école privée, qui forme l'élite de la pâtisserie, Ichigo aura bien du mal à trouver sa place, étant douée pour goûter les gâteaux, mais certainement pas pour les faire. Heureusement, elle sera soutenue par ses nouveaux amis, surnommés les « princes de la pâtisserie », ainsi que par les petites fées de la pâtisserie, qui font également leur apprentissage dans leur établissement.
Le message principal de la série est qu'on peut arriver à réaliser ses rêves par la seule force de sa volonté.

## Personnages

### Personnages Principaux
Ichigo Amano (天野いちご, Amano Ichigo)
Doublage: Aoi Yūki
Âge : 14 ans
Date de naissance : 5 janvier
Taille : 157 cm
Groupe sanguin : O
Ichigo est une collégienne qui adore les pâtisseries. Elle a été ignorée pendant plusieurs années par sa mère car elle ne possède aucun talent particulier, contrairement à sa petite sœur Natsume, prodige du piano. Mais un jour, lors du festival de la Pâtisserie, elle rencontre le professeur Henri qui lui reconnaît un incroyable palais : elle reconnaît immédiatement les ingrédients utilisés dans une pâtisserie et elle arrive à ressentir les émotions mises dans une pâtisserie. Ainsi, le professeur lui propose d'intégrer l'Académie Sainte Marie pour devenir pâtissière comme sa grand-mère. Malheureusement, elle ne sait pas cuisiner. Elle est directement intégrée au groupe A, le meilleur groupe de la classe où se trouvent les « Princes de la Pâtisseries » mais n'est pas tout de suite acceptée par Kashino qui finit finalement par l'accepter. Et au fur et à mesure, elle devient de plus en plus douée en pâtisserie et elle se fait des amis ainsi que des rivaux tout au long de l'histoire. Ichigo est aussi connue pour son énorme appétit pour les gâteaux : elle pense que les gens possèdent un second estomac pour les pâtisseries. Ichigo gagne le cœur de tous, et surtout ceux des Princes de la Pâtisserie bien qu'elle ne le sache pas, avec son talent et son amour de la pâtisserie. Son rêve est de faire des pâtisseries qui donnent le sourire aux gens. Ichigo semble avoir un faible pour le professeur Henri mais semble également développer des sentiments amoureux envers Kashino. Deux ans plus tard, après leurs études à Paris, Ichigo et Kashino se font la promesse de se dévoiler leur sentiments l'un envers l'autre lorsqu'ils en sauront beaucoup plus sur la pâtisserie. Elle participe au nouveau projet de Henri-sensei avec Kashino, Johnny et Lemon. Au dernier épisode de Yumeiro Patissiere Professional, Kashino va demander a Ichigo de rester avec lui pour toujours et ils vont s'embrasser (accidentellement alors que Kashino a poussé Miya sur Johnny). Puis, avec le succès du Jardin de Marie, Henri-sensei décide d'en créer un autre à Londres et il demande à Ichigo et Kashino de participer à son projet et c'est ainsi qu'ils partirent tous les deux en direction de Londres (poursuivis par Miya et Johnny).
Comme Ichigo est la seule fille de l'équipe elle devrait être une sorte de "princesse de la pâtisserie".
Plus tard, Makoto et Ichigo auront une fille nommée Aya.
Makoto Kashino (樫野 真, Kashino Makoto)
Doublage: Nobuhiko Okamoto
Âge : 14 ans
Date de naissance : 18 avril
Taille : 160 cm
Groupe Sanguin : B
Il est l'un des « Princes de la Pâtisserie » de l'école, spécialisé dans le chocolat et membre du groupe A. Le rêve de Makoto est de devenir un pâtissier de première classe et de faire du chocolat comme son oncle qu'il admire. Il est parfois taquiné par rapport au fait qu'il soit le plus petit des trois Princes de la Pâtisserie mais il est également le plus beau des trois, ce qui lui a valu d'être poursuivi par les femmes depuis sa plus tendre enfance et ce qui a renforcé sa haine envers elles. Il vient d'une prestigieuse famille de docteurs qui possèdent leur propre hôpital et qui désapprouvent le fait qu'il veuille devenir pâtissier. Ils lui ont permis de s'inscrire à l'académie à condition qu'il ait les meilleurs résultats scolaire de sa classe. Makoto est très sûr de lui, parfois très irritable, rejette souvent les gens et il se montre froid avec tout le monde, excepté avec Andou, son ami d'enfance. Il travaille avec la fée pâtissière, Chocolat. Makoto est un excellent dessinateur mais il est très mauvais à l'écriture. Il dort très mal, donc ses cheveux sont toujours dérangés le matin ; il passe donc 30 minutes le matin devant son miroir pour arranger ses cheveux. Il a de très très forts sentiments envers Ichigo et il s'inquiète tout le temps pour elle, malgré leurs disputes et chamailleries constantes. Il est extrêmement et très souvent jaloux à chaque fois que d'autres garçons sont attirés par Ichigo ou vice-versa. Deux ans plus tard, après leurs études à Paris, Ichigo et Kashino se font la promesse de se dévoiler leurs sentiments l'un envers l'autre lorsqu'ils en sauront beaucoup plus sur la pâtisserie. Mais bien vite, Johnny, un rival fait son apparition. Il participe également au nouveau projet de Henri-sensei avec Ichigo, Lemon et Johnny. Dans le dernier épisode, Kashino demande à Ichigo de rester avec lui pour toujours et la serre dans ses bras puis ils s'embrasseront par accident, après que Kashino a violemment poussé Miya dans les bras de Johnny. Puis, il s'embarquera avec Ichigo sur un projet de Henri-sensei du Jardin de Marie à Londres. Miya le terrifie.
Satsuki Hanabusa (花房五月, Hanabusa Satsuki)
Doublage: Tsubasa Yonaga
Âge : 14 ans
Date de naissance : 2 octobre
Taille : 167 cm
Groupe sanguin : AB
Il est l'un des « Princes de la Pâtisserie » de l'école, spécialisé dans les sculptures en bonbons et dans les gâteaux à base de fleurs et membre du groupe A. Le rêve de Hanabusa est de travailler avec sa mère, qui est spécialisée dans l'art floral japonais et qui est enseignante à l'Académie Ste Marie. Son père était horticulteur spécialisé dans les roses mais il est décédé dans un accident de voiture, il y a des années. La bouteille d'eau de rose est un souvenir de son père. Depuis la mort de son père, Satsuki sent qu'il doit être gentil avec sa mère et les femmes. En conséquence, Hanabusa, toujours centré sur les roses, est extrêmement agréable avec toutes les femmes ; pratiquement en train de flirter avec elles. Il est narcissique et semble lourdement préoccupé par son apparence ; par exemple Café, sa fée pâtissière, affirme que Satsuki a besoin de plus d'une heure pour se préparer avant les cours. Du fait que Hanabusa aime toutes les filles, il est attiré par Ichigo et elle est sujette à toute son attention. Deux ans après des études à Paris, Hanabusa rentre au Japon et décide d'arrêter ses études pour exaucer son rêver : travailler avec sa mère, à la grande tristesse d'Ichigo. Il est amoureux d'Ichigo mais il fait de son rêve sa priorité et la laisse donc à Kashino, car il sait que Kashino en est amoureux. Par contre il n'hésitera pas à reprendre Ichigo si Kashino la perd. Sa couleur préférée est le rose.
Sennosuke Andou (安堂千乃介, Andō Sennosuke)
Doublage: Shinya Hamazoe
Âge : 14 ans
Date de naissance : 25 février
Taille : 175 cm
Groupe sanguin : A
Il est l'un des « Princes de la Pâtisserie » de l'école, spécialisé dans la confiserie japonaise traditionnelle et membre du groupe A. Le rêve de Andou est d'ouvrir une boutique à côté de celle de la confiserie familiale, le Yumetsuki, où il vendrait un mélange de bonbons japonais et occidentaux. Andou est l'aîné de sa famille et il vient tout le temps les aider à la boutique lors des week-ends et des vacances. Il est l'ami d'enfance de Kashino et il l'appelle tout le temps Maa-chan (manga) ou Maa-kun (animé). Andou est toujours calme, fiable et essaye de raisonner tout le monde ; il est en quelque sorte le grand-frère l'équipe Ichigo. Andou s'occupe toujours de Caramel, sa fée pâtissière, comme une petite sœur et il est toujours content à chaque fois que Caramel fait quelque chose d'adorable pour lui. Il tient énormément à Ichigo et il s'inquiète toujours beaucoup pour elle. Deux ans après des études à Paris, Andoh décide d'arrêter ses études pour exaucer son rêve : reprendre la Pâtisserie familiale, le Yumetsuki. Mais on apprend que Andoh participe au projet de Henri-sensei et il a ouvert sa propre Pâtisserie avec l'aide de Kana et ses amies. Il a également admis qu'il était amoureux d'Ichigo mais il a abandonné pour Kashino et il a également une petite amie qui est Koizumi Kana. Il est très gentil.

### Les Fées de la Pâtisserie
De petites fées qui sont les partenaires des humains dans leurs rêves de pâtisserie. Elles les aident et sont originaires du Royaume des Fées où siège leur reine qui a une statue à son effigie dans la cour de St-Marie et son portrait dans la grande cuisine de l'établissement. Elles sont plutôt du genre « kawaii » mais ont chacune une personnalité qui leur est propre. Le rêve de toutes les fées apprentis comme les partenaires de l'équipe Ichigo est d'être admises en tant que pâtissières à la cour royale du Royaume des Fées.
Vanilla (バニラ, Banira)
Doublage : Ayana Taketatsu
Vanilla est la fée pâtissière partenaire d'Ichigo spécialisée dans la vanille. Vanilla est souvent qualifiée de spartiate (surtout par Ichigo) et elle a une attitude assez fière. Elle se bat tout le temps avec Chocolat tout comme Ichigo avec Kashino mais elles ne se détestent pas. Plusieurs personnes la trouvent rondelette. Ichigo et Vanilla se considèrent comme les meilleures amies et elles sont loyales l'une envers l'autre. Elle encourage énormément Ichigo lorsque celle-ci est découragée. Sa magie peut décorer les assiettes, rétrécir n'importe qui à la même taille qu'une fée pâtissière ou remplir une pièce entière avec l'odeur d'une pâtisserie. Elle peut également traduire le langage des fées pâtissière en japonais. C'est une petite fée blonde avec des anglaises et habillée d'une robe rose. Elle a un sacré caractère !
Chocolat (ショコラ, Shokora)
Doublage : Yuri Yamaoka
La fée pâtissière partenaire de Makoto, qualifiée avec le chocolat. Chocolat possède un esprit de compétition mais elle est facilement effrayée. Elle est l'exemple classique du caractère de tsundere. Malgré le fait qu'elle ait l'air de ne pas aimer Ichigo, elle s'occupe d'elle et l'aide à chaque fois qu'elle en a besoin. C'est une petite fée brune aux longs cheveux lisses et habillée d'une robe rouge. Elle est également amoureuse de Kashii le double version fée de la pâtisserie de Kashino et membre des jerks. c'est la plus sérieuse et raisonnable des fées du groupe.
Caramel (キャラメル, Kyarameru)
Doublage : Mayu Iino
La fée pâtissière partenaire de Andou qui est utile avec le caramel. Bien que Caramel soit la plus âgée de toutes les fées pâtissières de l'équipe Ichigo, elle est aussi maladroite qu'Ichigo et a tendance à pleurer. Elle termine toutes ses phrases avec un desu. Café a également affirmé qu'elle a un très mauvais sens de l'orientation. Elle considère Andou comme un grand-frère. Sa magie lui permet de faire apparaître des cartes de pâtisseries pour montrer à quelqu'un à quoi ressemble telle ou telle pâtisserie. C'est une petite fée rousse aux cheveux un peu bouclés et habillée d'une robe orange.Au début elle avait peur des vaches mais à ensuite surmonter sa peur. C'est la plus vieille des 4 fées.
Café (カフェ, Kafe)
Doublage : Sachika Misawa
La fée pâtissière partenaire de Hanabusa, spécialisée dans le café. Café est un garçon poli, intelligent, élégant et très calme. Il respecte Hanabusa et le considère comme son senpai. Café peut faire du café très amer, extrêmement utile pour réveiller les membres de l'équipe Ichigo. Il est le seul garçon du quatuor des fées partenaires de l'équipe Ichigo et le parfait exemple du gentleman anglais. Tout comme Hanabusa dont il est le partenaire, il est toujours élégant bien qu'il ne passe pas autant de temps que Satsuki à soigner son apparence. C'est une petite fée aux cheveux noirs et aux reflets bleus, habillée d'un smoking bleu et de gants de gentleman. Il est le plus calme du groupe des fées.
Miel (ハニー, Hani)
Doublage : Eri Kitamura
La fée pâtissière partenaire de Mari Tennouji utilise habituellement le miel. Elle est très douée et elle est respectée par les autres fées pâtissières. Elle est souvent appelée "Honey-sama" (ハニーさま, Hani-sama) par les autres fées mais elle est également surnommée Honey-Pig par les Jerks, une bande de trois fées pâtissières. Elle ressemble beaucoup à sa partenaire.
Marron (マロン, Maron)
Doublage :Sayuri Yahagi
La fée pâtissière partenaire de Miya Koshiro, spécialisée dans les châtaignes et les marrons. Les autres fées pâtissières ont remarqué qu'elle a une personnalité similaire à celle de Miya. Elle commande les jerks.
Mint (?, Minto)
Doublage : Yui Ogura
Très jeune fée pâtissière (150 ans) ayant la menthe pour aliment de prédilection. Comme Lemon admire Ichigo, Mint admire la fée pâtissière d'Ichigo, Vanilla et la considère comme une senpai. Elle est très mignonne.
Orange (?)
Doublage :
Fée pâtissière. Est avec Natsuki (épisode 33).
Peach (?)
Doublage :
Fée pâtissière . Est avec Mika (épisode 33).
Cherry (?)
Doublage :
Fée pâtissière . Est avec Emi ou Rina (épisode 33). Jumelle de Black Cherry.
Black Cherry (?)
Doublage :
Fée pâtissière . Est avec Emi ou Rina (épisode 33). Jumelle de Cherry.
Almond (?)
Doublage :
Fée pâtissière . Est avec (épisode 40).
Basil (?)
Doublage :
Fée pâtissière garçon. Est avec Rick (dans l'équipe Ricardo) (épisode 41). Il est blond et est habillé dans les tons marron/beige.
Estragon (?)
Doublage :
Fée pâtissière fille . Est avec Clara (dans l'équipe Ricardo) (épisode 41). elle est ses vêtements, ses yeux et ses cheveux sont rouge. elle a aussi des lunette.
Laurier (?)
Doublage :
Fée pâtissière fille. Est avec Elizabeth (dans l'équipe Ricardo) (épisode 41). Ses cheveux sont rose comme ses vêtements.
Marjoram (?)
Doublage :
Fée pâtissière fille et très vieille. Elle était avec la grand-mère d'Ichigo (épisode 46). Elle ressemble à l'image qu'on se fait d'une vieille sorcière. elle parle lentement et avec une voix agée.
Maize (?)
Doublage :
Fée pâtissière fille. Elle est avec Johnny (épisode 2 saison professionnel).

### Autres personnages
Henri Lucas (アンリ・リュカス)
Doublage : Daisuke Kishio
Âge : 22 ans
Date de naissance : 14 février
Taille : 178 cm
Groupe sanguin : O
C'est l'arrière-petit-fils de Marie Lucas, la fondatrice de l'académie Ste Marie. C'est un génie de la pâtisserie qui enseigne à l'académie Sainte-Marie et qui a demandé à Ichigo de les rejoindre. Pour des circonstances inconnues, il a été transféré au campus de Sainte-Marie pour y enseigner juste avant qu'Ichigo soit transférée à l'académie au Japon. Il est revenu un  peu plus tard à cause de son rôle de juge pour le Grand Prix de la Pâtisserie.Il possède deux fées de la pâtisserie une du nom de meringue et framboise. Henri est caractérisé comme calme, serein et beau gentleman. Il montre un très grand intérêt envers Ichigo et Mari et il semble les favoriser toutes les deux. Les Princes de la Pâtissière sont jaloux de l'admiration que porte Ichigo envers lui. Dans la deuxième saison, il démarre un nouveau projet qui consiste à ouvrir plusieurs Pâtisseries différentes : Marie's Garden. Ichigo, Kashino, Lemon et Johnny participent à ce nouveau projet. Ichigo et Mari sont tombés amoureuse de Henri. Il a un frère et une sœur plus âgés. Sa famille est quelque chose de très important pour lui.
Mari Tennouji (天王寺麻里, Tennōji Mari)
Doublage : Eri Kitamura
Âge : 17 ans
Date de naissance : 2 novembre
Taille : 165 cm
Groupe sanguin : A
L'une des élèves préférées d'Henri Lucas. Elle est la fille d'un propriétaire d'hôtel et la Présidente du Conseil des Élèves de l'Académie et également connue comme étant le génie de l'école. Malgré le fait qu'elle ait reçut plusieurs récompenses pour son excellent travail, elle a affirmé que toutes ces médailles et trophées ne sont rien comparés à l'attention qu'elle veut de professeur Henri ; elle semble être amoureuse de lui. Mari travaille constamment pour améliorer ses compétences, indifférente au fait qu'elle soit la meilleure étudiante de l'Académie. Sa fée pâtissière est Honey, l'une des fées la plus respectée du Royaume de la Pâtisserie. Elle est jalouse de Ichigo à cause de la haute estime et du respect que Henri attribue à la jeune pâtissière ; ainsi, elle voit Ichigo comme une grande rivale pour l'attention du professeur Henri. Pendant le Grand Prix de la Pâtisserie au Japon, Henri a attribué un meilleur score à Ichigo qu'à Mari. Dans la deuxième saison, elle tient une pâtisserie du nouveau projet de Henri-sensei à New York. Malheureusement, elle ne s'en sort pas mais après l'aide de Ichigo, ses amis et de sa nouvelle amie Linda (Rinda) une jeune danseuse, elle réussit à sauver sa boutique. Elle est également au courant de la relation entre Kashino et Ichigo car au dernier épisode, elle leur dit de se battre et de conserver leur relation. Lors de la deuxième saison elle se coupe les cheveux. Un ans après Mari pars travailler à Paris auprès de Henri car elle est enceinte d'une fille.Elle aura en tout 2 enfants une fIlle (Erika)  et un garçon (Louis)
Miya Koshiro (小城美夜, Koshiro Miya)
Doublage: Sayuri Yahagi
Âge : 15 ans
Connue et appelée « Ojou »  par les autres étudiants, Miya est la fille du président de la fameuse compagnie « Château Seika ». Elle est une catégorie au-dessus de l'équipe Ichigo. Miya est amoureuse de Kashino (c'est presque de l'obsession) et elle rêve tout le temps d'être avec lui. C'est d'ailleurs pour cela qu'elle considère Ichigo comme sa plus grande rivale, sentant qu'il se passe quelque chose entre Ichigo et Makoto. Sa fée pâtissière est Marron. Après avoir perdu lors du Grand Prix de la Pâtisserie contre l'équipe Tennouji, elle a acheté tout le campus d'Andorra et a rejoint leur équipe pour participer au Grand Prix de la Pâtisserie Mondial. Venant d'une famille très riche, elle utilise toujours des pâtisseries de grande qualité dans ses pâtisseries. Elle également parfois appel à des pâtissiers très connues dans le monde pour l'enseigner. Elle est toujours accompagnée de ses amis d'enfance qui sont également ses serviteurs, Shouta et Shiotani. Ces derniers l'appelle  «Ojou-sama ». Dans la deuxième saison, elle se retrouve dans la même classe de Kashino à son plus grand plaisir et le colle encore plus. On apprend qu'elle est la cousine de Johnny. Elle a acheté une pâtisserie au Jardin de Marie qu'elle a transformé en château et a défié Ichigo et Kashino, si elle fait plus de chiffre d'affaires qu'eux, elle se marie avec Kashino. Finalement, elle perd mais continue de poursuivre Kashino qui est maintenant officiellement avec Ichigo.Elle rigole bizarrement.
Rumi Kato (加藤留美, Katō Rumi)
Doublage : Asumi Kodama
Age : 14 ans
La colocataire et la meilleure amie d'Ichigo à l'Académie Sainte-Marie, membre du groupe C. Elle a un petit ami de longue distance, Takuya. Rumi prend toujours la défense d'Ichigo lorsqu'elle est martyrisée par les autres étudiants et elle encourage toujours l'équipe d'Ichigo lors du Grand Prix de la Pâtisserie. Elle parle dans le dialecte d'Osaka. Dans la deuxième saison, elle se retrouve dans le groupe A avec Ichigo, Lemon et Johnny. Elle soutient énormément l'équipe Ichigo.
Ichigo et elles sont également amies avec Kanako Koizumi (Koizumi Kanako), élève du même groupe que Rumi.
Dans la saison 2, sa relation à longue distance n'a pas marché et elle commence à avoir des sentiments envers Johnny plus tard, ils sortiront ensemble, ce que Miya désapprouvera car elle dira que Johnny a renoncé à Ichigo, ce qui est vrai.
Ricardo Benigni ()
Doublage : Sugita Tomokazu
Un étudiant italien venant du campus de Sainte-Marie de Paris, ayant des yeux bleu foncé et des cheveux bleu clair. Il a rencontré pour la première fois Ichigo et les Princes dans une station de métro à Paris. Durant le Grand Prix de la Pâtisserie Mondiale, Rick a eu un faible pour Ichigo, ce qui déplaît fortement les Princes surtout Kashino. Il a un caractère assez semblable à Satsuki Hanabusa. Il a une fée pâtissière nommée Basil. Il a perdu la première manche du Grand Prix de la Pâtisserie Mondiale face à l'équipe de Ichigo. Lors de la saison 2, il travaille avec Mari pour collaborer au projet de Henri.
Lemon Yamagishi (山岸レモン, Yamagishi Remon)
Doublage : Mariya Ise
Meilleure étudiante du campus de Sainte-Marie à Paris, Lemon était la rivale d'Ichigo lors du Grand Prix de la Pâtisserie et du Grand Prix de la Pâtisserie Mondial durant lesquels elle a perdu contre celle-ci malgré le fait qu'elle ait essayé de gagner malhonnêtement contre elle ; elle a donc appris à être humble après cette épreuve. Depuis elle possède également une fée pâtissière, Mint. Mint et Lemon admirent  Ichigo et Vanilla. Dans la saison Yumeiro Patissiere Professional, elle a sauté une classe et a donc rejoint Ichigo et ses camarades ; elle se retrouve dans le groupe A avec Ichigo, Rumi et Johnny. Elle participe au projet de Henri-sensei avec Kashino, Johnny et Ichigo, qui se trouve être un vrai succès après bien des épreuves. Elle est la plus jeune de l'équipe dans la deuxième saison.

## Yumeiro Patissiere Special Professional
Deux ans ont passé depuis le Grand Prix de la Pâtisserie Mondial que l'équipe d'Ichigo a remporté. Après ces deux ans passés à étudier à Paris, Ichigo et les Princes doivent retourner à l'Académie Sainte-Marie au Japon pour commencer leur première année au lycée. Ils ont maintenant 16 ans. Hanabusa ainsi qu'Andou quittent l'académie pour réaliser leur rêve. Kashino a sauté un an et il est donc en deuxième année, une classe après Ichigo car les juges lui ont fait sauter pour son talent. Ichigo qui n'est plus aussi indifférente au charme de Kashino Makoto verra bien des épreuves jusqu'à ce qu'elle puisse enfin déclarer ses sentiments à ce dernier qui n'en est pas non plus indifférent. Ichigo toujours dans le groupe A, sera avec ses deux amies, Rumi et Lemon, ainsi qu'avec un nouvel étudiant Johnny McBeal. C'est alors que Henri-sensei appelle Ichigo pour un nouveau projet.

### Nouveaux personnages
Johnny McBeal (ジョニーマクビール, Jonī makubīru)
Doublage : Akio Suyama
Âge : 16 ans
Johnny est le nouveau personnage de la deuxième saison. Il est dans le nouveau groupe A avec Ichigo et ses deux amies, Lemon qui a sauté une année et Rumi, la colocataire d'Ichigo. C'est un élève transféré d'Amérique. Il est toujours parmi les premiers, comme Kashino, mais son rêve est inconnu. Il préfère travailler seul plutôt qu'en groupe. Il est le cousin de Koshiro Miya, à la grande surprise de tous. Il participe au projet de Henri-sensei avec Ichigo, Kashino et Lemon. Le type de Pâtisserie qu'il souhaite ouvrir pour le projet de Henri-sensei est un parc d'attraction en Pâtisseries avec l'aide de sa cousine Miya. Il semble assez fainéant. Il adore prendre Lemon et Ichigo dans ses bras et les faire tourner. Il va avoir au fur et à mesure des sentiments pour Ichigo donc il sera un rival pour Kashino. Dans l'épisode 11, il défie Kashino, Ichigo et Lemon, si lui et sa Miya (sa cousine) arrivent à avoir le plus de client dans leur boutique que la leur, alors Ichigo et lui auront un rendez-vous et lui proposera de l'épouser mais il perdit son défi tout en abandonnant pas pour autant Ichigo ; mais celle-ci est à présent engagée avec Kashino.
Maize (メイズ, Meizu)
Doublage : Minori Chihara
Maize est la fée pâtissière de Johnny et elle est spécialisée dans les pâtisseries frites. Elle est très polie et semble calme mais elle peut être très effrayante quand quelqu'un ne respecte pas les traditions japonaises. surtout quand Johnny et Kashino se disputent. Elle a étudié la culture japonaise en Amérique et elle aime beaucoup se mettre dans la position du dogeza.